# 新科学哲学
新科学哲学（しんかがくてつがく）とは、1950年代から1960年代にかけてハンソン、マイケル・ポランニー、トーマス・クーン、ポール・ファイヤアーベントらによって始まった科学哲学の新しい潮流。1960年代後半のいわゆる「パラダイム論争」によって、論理実証主義やカール・ポパーの批判的合理主義と対立する形で一つの潮流をなし、相対主義的、多元主義的、反実在論的傾向をもつ。